# José Luis Escobar Alas
José Luis Escobar Alas (San Salvador, 10 de março de 1959) é um clérigo católico romano salvadorenho, arcebispo de San Salvador.
Em 15 de agosto de 1982, foi ordenado sacerdote e incardinado na diocese de San Vicente. Ele foi, entre outros, reitor do seminário menor diocesano (1982-1985 e 1988-1991) e vigário geral da diocese (1996-2005).
Em 19 de janeiro de 2002, foi nomeado bispo auxiliar da diocese de San Vicente, com a sé titular de Thibica. Foi ordenado bispo em 23 de março de 2002 pelo bispo José Oscar Barahona Castillo.
Em 4 de junho de 2005 foi nomeado Bispo Ordinário da Diocese de São Vicente.
Em 27 de dezembro de 2008, por decisão do Papa Bento XVI, substituiu o arcebispo Fernando Sáenz Lacalle na sede do arcebispo de San Salvador.
Em 2009 foi eleito presidente da Conferência Episcopal de El Salvador, e em novembro de 2016 assumiu a presidência do Secretariado dos Bispos da América Central e Panamá.